# 靜脈葡萄糖注射液
靜脈注射葡萄糖液（英語：intravenous sugar solution），亦稱為右糖（葡萄糖）注射液（英語：dextrose solution），為葡萄糖（INN:glucose）與水的混合溶液。用於治療低血糖症或無電解質流失的脫水。後者的原因包括發燒、甲狀腺機能亢進症、高血鈣症或尿崩症。也可用於治療高血鉀症、糖尿病酮酸血症，及腸道外營養的一部分。透過靜脈注射給藥。
副作用包括可能發生注射部位的靜脈刺激、高血糖和水腫。使用过量可能造成低血鈉症和其他電解質不平衡。靜脈葡萄糖注射液属于晶體溶液。葡萄糖溶液有多种浓度，包括 5%、10% 和 50% 的葡萄糖。雖然开始時是高張性，但糖代谢後就會会变成低張溶液。也有与生理食鹽水混合的配方。
医用葡萄糖溶液於20世纪20和30年代開始被使用 。名列世界卫生组织基本药物标准清单。

## 醫療用途
靜脈注射葡萄糖液用於補充個體的水分，及提供卡路里以增強體能，也用於稀釋個體體內的其他靜脈注射劑。
手術前後施予5%葡萄糖溶液，有助於個體在避免飢餓反應的同時，將交感神經活化而造成的高血糖抑制住。手術後約一日，交感神經活化壓力反應減弱時，使用10%葡萄糖溶液可能更為適宜。約莫兩日之後，則應採用更為完整的全腸道外營養補充方案。
對於罹患高血鈉症且體液平衡問題之個體，可使用5%葡萄糖水溶液或0.45%生理食鹽水，以補充游離水。
對於患有脂肪酸代謝障礙（FOD）之個體，於抵達急診室時，施用10%葡萄糖溶液可能較為合適。
研究者發現在陰道分娩過程中，給予產婦5%的葡萄糖溶液，並不能顯著降低產婦發生酸中毒的風險。因此並不建議此種分娩中使用5%葡萄糖輸液。

## 副作用
靜脈葡萄糖注射液於部分亞洲國家被視為提神之用，以"補充精力"，而此注射液在美國為處方藥，不屬於常規醫療照護之一環。在美國的亞洲移民若在此情況中使用，可能有導致感染的風險。於專為亞洲移民開設之街邊診所中，仍可取得此類注射，但效果與飲用含糖水分無異。這個程序通常被稱為"打點滴"
由於濃縮葡萄糖溶液可能引發脫水及細胞壞死，因此嚴禁以皮下注射或肌肉注射方式給予。

## 母乳哺育
由於缺乏足夠的女性研究，母乳哺育期間使用此藥物對嬰兒的風險尚不明確。因此，在決定是否使用前，請仔細評估其利弊。

## 禁忌症
此溶液不適用於已知對玉米或玉米產品過敏的個體。

## 交互作用
此溶液不可與皮質類固醇同時施用。

## 各式配方的溶液
以下是數種葡萄糖溶液的配方：
- D5W（含5%葡萄糖水溶液），成分為278毫莫耳/公升之葡萄糖。
- D5NS（含5%葡萄糖生理食鹽水溶液），除葡糖外，另含有生理食鹽水（0.9%重量/體積之氯化鈉）。
- D5 1/2NS（含5%葡萄糖半生理食鹽水溶液），其含有半量之生理食鹽水（0.45%量/體積之氯化鈉）[15]。
- D5LR（含5%葡萄糖的乳酸林格氏液）
- D50 – 含50%葡萄糖水溶液

此處的百分比為質量濃度，故5%葡萄糖溶液含有50克/公升之葡萄糖（每1,000毫升50克）。
葡萄糖提供每克4千卡路里之能量，故5%葡萄糖溶液提供每毫升0.2千卡之能量。若以一水葡萄糖（含有一個結晶水的葡萄糖，化學式為 C6H12O6·H2O，表示每個葡萄糖分子都結合一個水分子）製備，可提供每克3.4千卡路里的能量，則5%溶液提供每毫升0.17千卡之能量。